# 凱特語
凱特語，是一種西伯利亞孤立語言，也是葉尼塞語系中唯一的活語言。 使用人口分佈在中葉尼塞河盆地。蘇聯學者曾探索這種語言和布魯夏斯基語之間或和漢藏語系之間的關係，也有學者認爲它屬於假説中的汉-高加索语系。
這種語言面臨滅亡的威脅。以該語為母語的的凯特人在1926年有1225人，1989年只剩下537人。另一種葉尼塞語系的語言尤克语，据信已經消亡。
2008年2月，在美國一個有關葉尼塞語系及納-達尼語系的會議中，有語言學家透過凯特語及阿薩巴斯卡語系語言的動詞前綴變化，提出把葉尼塞語系及納-達尼語系合併成為新的德內－葉尼塞語門。這個建議已得到相當數量的語言學家支持。

## 資料
對種種語言最早的記載，見於1788年彼得·西蒙·帕拉斯發表的旅行日記。1858年，卡斯特倫(M. A. Castrén)在《Versuch einer jenissei-ostjakischen und Kottischen Sprachlehre》一書中首次探討了該語言的語法和詞彙。該書也包含了科特語的一些資料。19世紀，凯特語被錯誤的歸入烏拉爾語系勘替語族。A. Karger 在1934年發表凯特語語法書，並創制了凯特語字母。A. Kreinovich又在1968年作了修改。E. Alekseyenko寫了一篇研究凯特族人種和歷史的文章(Кеты Kety, 1967)。爱德华·瓦伊达（Edward Vajda）2004年的專題論文《凯特族 （Ket）》基於作者在西伯利亞的親身考察，是英語世界裏第一篇研究當代凯特語語法的論文。

## 方言
凯特语有3种方言：中部、南部和北部。所有方言都很像，凯特人可以理解每种方言。凯特语书面语基于使用最广的南部方言。

## 音系

### 元音
|        | 前元音 | 央元音 | 后元音 |
| ------ | ------ | ------ | ------ |
| 闭元音 | i      | ɨ      | u      |
| 中元音 | ɛ1     | ə      | ɔ1     |
| 开元音 | a 2    | a 2    | a 2    |

1. 一般的半开元音/ɛ/和/ɔ/当是高平调时，分别读作半闭元音[e]和[o]。
2. /a/与[æ]、[a]、[ɐ]和[ɑ]是自由变体。

### 辅音
Vajda分析，凯特语只有12个辅音：
|      |      | 唇音 | 齿龈音 | 硬颚音 | 软腭音 | 小舌音 | 声门音 |
| ---- | ---- | ---- | ------ | ------ | ------ | ------ | ------ |
| 塞音 | 鼻音 | m    | n      |        | ŋ      |        |        |
| 塞音 | 清音 |      | t      |        | k      | q      |        |
| 塞音 | 浊音 | b    | d      |        |        |        |        |
| 擦音 | 央音 |      | s      | ç      |        |        | h      |
| 擦音 | 边音 |      | ɮ      |        |        |        |        |

凯特语是少数几种同时没有/p/和/ɡ/的语言，其他几种是阿拉帕霍语、乌纳语、埃菲克语、古典阿拉伯语及部分现代阿拉伯语方言。
有许多同位异音，辅音的语音地位如下表，这是凯特语字母直接反映的发音。
|      |      |      | 唇音 | 齿龈音 | 硬颚音 | 软腭音 | 小舌音 | 声门音 |
| ---- | ---- | ---- | ---- | ------ | ------ | ------ | ------ | ------ |
| 鼻音 | 鼻音 | 鼻音 | m    | n      |        | ŋ      |        |        |
| 塞音 | 塞音 | 清音 | p    | t      |        | k      | q      | ʔ      |
| 塞音 | 塞音 | 浊音 | b    | d      |        | ɡ      | ɢ      |        |
| 擦音 | 央音 | 清音 |      | s      | ç      | (x)    | (χ)    | h      |
| 擦音 | 央音 | 浊音 | β    |        | ʝ      | ɣ      | ʁ      |        |
| 擦音 | 边音 | 边音 |      | ɮ      |        |        |        |        |
| 闪音 | 闪音 | 闪音 |      | ɾ      |        |        |        |        |
| 颤音 | 颤音 | 颤音 |      | r      |        |        |        |        |

另外，所有鼻音都在降调或嘎裂调的单音节词末尾有清同位异音，(即[m, n, ŋ]转为[m̥, n̥, ŋ̥])[ɮ]也在相同环境下转为[ɬ]。齿龈音一般读作舌叶音，很可能带颚化。/q/除阻时常常擦化为[qᵡ]。

### 声调
凯特语声调数量的描述众说纷纭：多到8个调，少到没有调。凯特语连是不是声调语言都有争议，凯特语专家Edward Vajda和Stefan Georg最近的研究为声调的存在辩护。
凯特语为每个词分配一个调，它不一定落在一个音节上。据Vajda对南部凯特语的描述，5种基本声调如下：:8-12
| 声调名   | 声门化/嘎裂 | 高平调   | 升降调                   | 降调      | 高升降调        |
| -------- | ----------- | -------- | ------------------------ | --------- | --------------- |
| 声调轮廓 | [˧˦ʔ] (34’) | [˥] (5)  | [˩˧.˧˩] (13.31)          | [˧˩] (31) | [˩˧.˥˧] (13.53) |
| 词例     | [kɛʔt] 人   | [sýl] 血 | [su᷈ːl] ([sǔûl]) 手拉雪橇 | [qàj] 麋  | [bə̌ntân] 绿头鸭 |

嘎裂调有喉化或咽化特征，或一个中止元音的完全的声门塞音。
Georg(2007)对凯特语声调的描述基本同上，但认为只有4个声调，他认为高升降调是只出现在多音节词的组合声调。基于一些特定前缀或附词致使的声调变化，发现多音节词的声调取决于前两个音节。:49, 56-58有些研究发现通格复数不存在声调对立。

## 併合
凯特语的併合非常普遍。不限于名词，动词、副词、形容词都可以参与并和，有些语素甚至只在并和单元中出现。并和是造词的重要方式-并和动词被视作单独的词素，词义常常与周围的语境有关-以及一种典型的，自发发生的并和，以产生特定的语义和语用影响。:233, 235
- 复合名词，最主要用于动作的工具性部分，但有时也用于描述受事。复合工具性名词不会影响动词及物性(虽然有这种复合词用于描述无施事状态变化的例子)，受事复合词可以将及物动词不及物化。复合施事常用于整体受动作影响的施事(如，某物被某物带入现实)；受更普遍影响的受事通常只在被特别地忽视时能参加复合。[10]:236
- 复合动词，确切地说，是动词不定式(不是词根)的并和。这种并和用于指明体、形成使役等。并和不定式也可能成为复合动词的组分。[10]:233-234
- 复合形容词，形容词描述动作的目标或结束状态。[10]:232-233

- 复合副词，方位副词用于描述动作的方向或路径。[12]:233

## 語法
凯特語語序如下：
- 基本語序：主詞─受詞─動詞（SOV）
- 介詞多為後置詞，即介詞置於其所支配的名詞之後。
- 形容詞、數詞、指示詞等名詞修飾語置於其所修飾的名詞之前。

凯特語的名詞有超過十個以上的格變化，但其主詞和受詞之間沒有格的區別。

## 凯特語字母表
1930年代曾制定拉丁字母拼寫法。1980年代基里爾字母拼寫法開始推行。
| А а | Б б | В в | Г г | Ӷ ӷ | Д д | Е е | Ё ё |
| Ж ж | З з | И и | Й й | К к | Ӄ ӄ | Л л | М м |
| Н н | Ӈ ӈ | О о | Ө ө | П п | Р р | С с | Т т |
| У у | Ф ф | Х х | Ц ц | Ч ч | Ш ш | Щ щ | Ъ ъ |
| Ә ә | Ы ы | Ь ь |     | Э э | Ю ю | Я я |     |

## 衰落与目前状况
凯特族在20世纪30年代遭受了集体化。50和60年代，据原始消息提供者的回忆，他们被送到只说俄语的寄宿制学校，这造成了语言传承的断代。现在，凯特语在某些小学作为一门课程教授，但只有老年人能流利使用，有些人试图在抚养孩子时教他们说凯特语。俄罗斯克拉斯诺达尔边疆区图鲁汉斯克区Kellog是唯一的凯特语仍在学校教授的地方。二年级到四年级会有专门的课本，但在那之后就只有讲述凯特文化的俄语课文了。:39截至2006年已经没有已知的单语使用者。:471–500Chris Haught的儿童绘本《有点失落(A Bit Lost)》在2013年译成凯特语。亚历山大·克图索夫是一名凯特语民间歌手、诗人，死于2019年。

## 借词[20]
凯特语有许多俄语借词，如mora“海”；还有塞尔库普语借词，如：qopta“公牛”来自塞尔库普语qobda；蒙古语：saˀj“茶”来自蒙古语tsaj；鄂温克语，如：saˀl“烟草”很可能借自鄂温克语sâr“烟草”。

## 附註
1. 1 2  凱特語于《民族语》的链接（第18版，2015年）
2. ↑  Hammarström, Harald; Forkel, Robert; Haspelmath, Martin; Bank, Sebastian (编). . . Jena: Max Planck Institute for the Science of Human History. 2016.
3. ↑  UNESCO Atlas of the World's Languages in danger, UNESCO
4. ↑  .   [2008-07-30]. （原始内容存档于2009-05-26）.
5. ↑  .   [2021-06-19]. （原始内容存档于2021-06-24）.
6. ↑  .   [2021-06-19]. （原始内容存档于2019-01-19）.
7. ↑  Ian Maddieson, "Tone". The World Atlas of Language Structures Online. http://wals.info/feature/13 （页面存档备份，存于）
8. ↑  Vajda, Edward. . Academia.   [2021-06-19]. （原始内容存档于2021-06-24）.
9. ↑  Vajda (2004)
10. 1 2 3 4 5  Georg 2007.
11. ↑  Wetterlin, Allison; Lahiri, Aditi. . The Linguistic Review. 2012-01-17, 29 (2). ISSN 0167-6318. doi:10.1515/tlr-2012-0010.
12. ↑  Georg 2007，第233頁.
13. 1 2  .   [2013-07-15]. （原始内容存档于2013-07-13）.
14. ↑  .   [2021-06-19]. （原始内容存档于2021-02-27）.
15. ↑  Kryukova, Elena. . Tomsk Journal of Linguistics & Anthropology. 2013, 1.
16. ↑  Vajda, Edward. . De Gruyter Mouton. 2006.
17. ↑  Haughton, Chris. . Chris Haughton.   [2021-04-22]. （原始内容存档于2021-04-22） （美国英语）.
18. ↑  Songs of the last Ket （页面存档备份，存于） （俄語）
19. ↑  . Троицкий вариант — Наука. 2019-09-10  [2021-04-22]. （原始内容存档于2021-03-01） （俄语）.
20. ↑  . wold.clld.org.   [2021-01-15]. （原始内容存档于2021-01-27）.

## 文獻
- N. K. Karger,. , Moscow, Leningrad (1934)
- E. A. Kreinovich, .  Leningrad (1968)
- Edward J. Vajda. Ket Prosodic Phonology. (2000)  Munich: Lincom Europa Languages of the World vol. 15.
- Edward J. Vajda. Ket. (2004) Munich: Lincom Europa Languages of the World vol. 204.
- E. Vajda, M. Zinn.  Morfologicheskii slovar ketskogo glagola : na osnove iuzhno-ketskogo dialekta. = Morphological dictionary of the Ket verb : Southern dialect / E. Vajda, M. Zinn. (2004)